# Peter Požun
Peter Požun, slovenski medicinski tehnik in politik, * 2. marec 1966, Ljubljana.
Od leta 2007 je član Državnega sveta Republike Slovenije.